# Sadžidi
Sadžidi su iranska lokalna dinastija koja je od 889. do 929. godine vladala područjima u današnjoj regiji Azarbajdžan. Vjerom su bili sunitski muslimani, a podrijetlom su iz centralnoazijske pokrajine Ušrusane koja je bila naseljena iranskim plemenima Sogdijanaca. Prvi vladar ove dinastije bio je Muhamed ibn Abil-Sadž, čiji se sin Divdad ibn Muhamed borio na strani ušrusanskog zapovjednika Afšina Hajdara protiv pobunjenika Babaka i njegove vojske, a potom je bio i azarbajdžanski emir u službi abasidskog kalifa. Slabljenjem abasidskog utjecaja na Iranskoj visoravni Sadžidi su ostvarili relativno visok stupanj političke samostalnosti, no sadžidska dinastija gasi se 929. godine kada umire posljednji sadžidski prijestolonasljednik Abul Musafir al-Fath. Kratko razdoblje njihove vladavine u sjeverozapadnom Iranu obilježili su sukobi s armenskom dinastijom Bagratida.